# Gothaer Synagoge

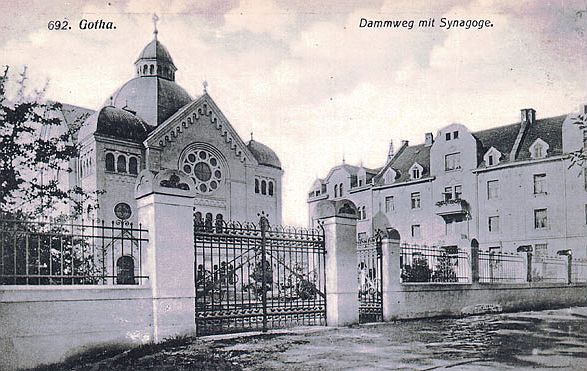
Ansichtskarte (1920er Jahre)

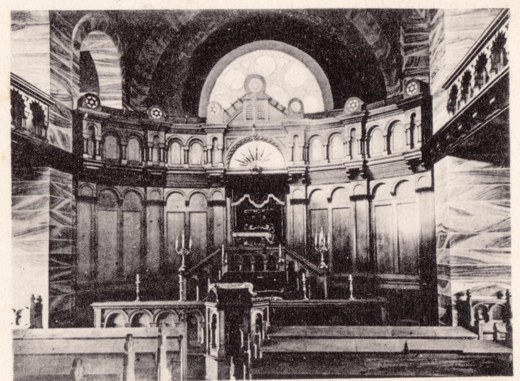
Innenraum (um 1900)

Die Gothaer Synagoge stand von 1904 bis 1938 an der damaligen Hohenlohestraße 1, heute Moßlerstraße in Gotha.

## Geschichte
In Gotha wohnten bereits im Mittelalter zeitweise jüdische Mitbürger, eine erste Erwähnung findet sich für das Jahr 1250. Ob zu jener Zeit ein Bethaus oder eine Synagoge existierte, ist derzeit nicht bekannt. Erst ab 1848 wuchs die Zahl jüdischer Mitbürger infolge der gewährten Niederlassungsfreiheit, um 1900 waren es 296, dazu kamen zwischen 40 und 50 weitere aus den umliegenden Orten wie Waltershausen, Friedrichroda, Ohrdruf, Georgenthal und Bad Tennstedt.
In der zweiten Hälfte des 19. Jahrhunderts wurden zunächst Beträume in jüdischen Wohnhäusern benutzt, zuerst im Eichelschen Haus (Hauptmarkt 36), danach im Liebensteinschen Haus (Schwabhäuser Straße 6) und ab 1877 im Rudolphschen Haus (Siebleber Straße 8).
Die neue Synagoge wurde in den Jahren 1903 und 1904 nach Plänen des Gothaer Architekten Richard Klepzig im neuromanischen Stil als Zentralbau mit einer türmchenbekrönten Kuppel errichtet und am 11. Mai 1904 eingeweiht. Bei der Einweihung waren der Oberbürgermeister Otto Liebetrau, mehrere Ratsmitglieder, Vertreter der Nachbargemeinden sowie der evangelischen und katholischen Kirche und der Staatsminister Otto von Hentig zugegen, der im Namen der Herzoglichen Regierung eine kurze Ansprache hielt. Der Oberbürgermeister versprach in der kurzen Zeremonie bei der Schlüsselübergabe, sich stets für die Interessen der Gemeinde einzusetzen. Die Predigt hielt der Landrabbiner Isaac Prager aus Kassel, die Thorarollen wurden durch die Gemeindeältesten in den Toraschrein gelegt.
Bei den Novemberpogromen wurde das Gebäude in den frühen Morgenstunden des 10. November 1938 nach Brandstiftung durch SA-Mitglieder vollständig zerstört. Die Feuerwehr durfte lediglich ein Übergreifen der Flammen auf die Nachbargebäude verhindern. Die Ruinen wurden ab dem 10. März 1939 auf Kosten der jüdischen Gemeinde abgetragen.

### Denkmal
1988 wurde in der Nähe des ehemaligen Synagogengeländes eine Gedenkstätte eingerichtet, wobei eine Plastik des Gothaer Künstlers Hans Klein aufgestellt wurde. Die Plastik hat die Form von zwei abgewinkelten Stahlprofilen und soll KZ-Zaunpfähle bzw. zerbrochene Fenster eines Gotteshauses symbolisieren.

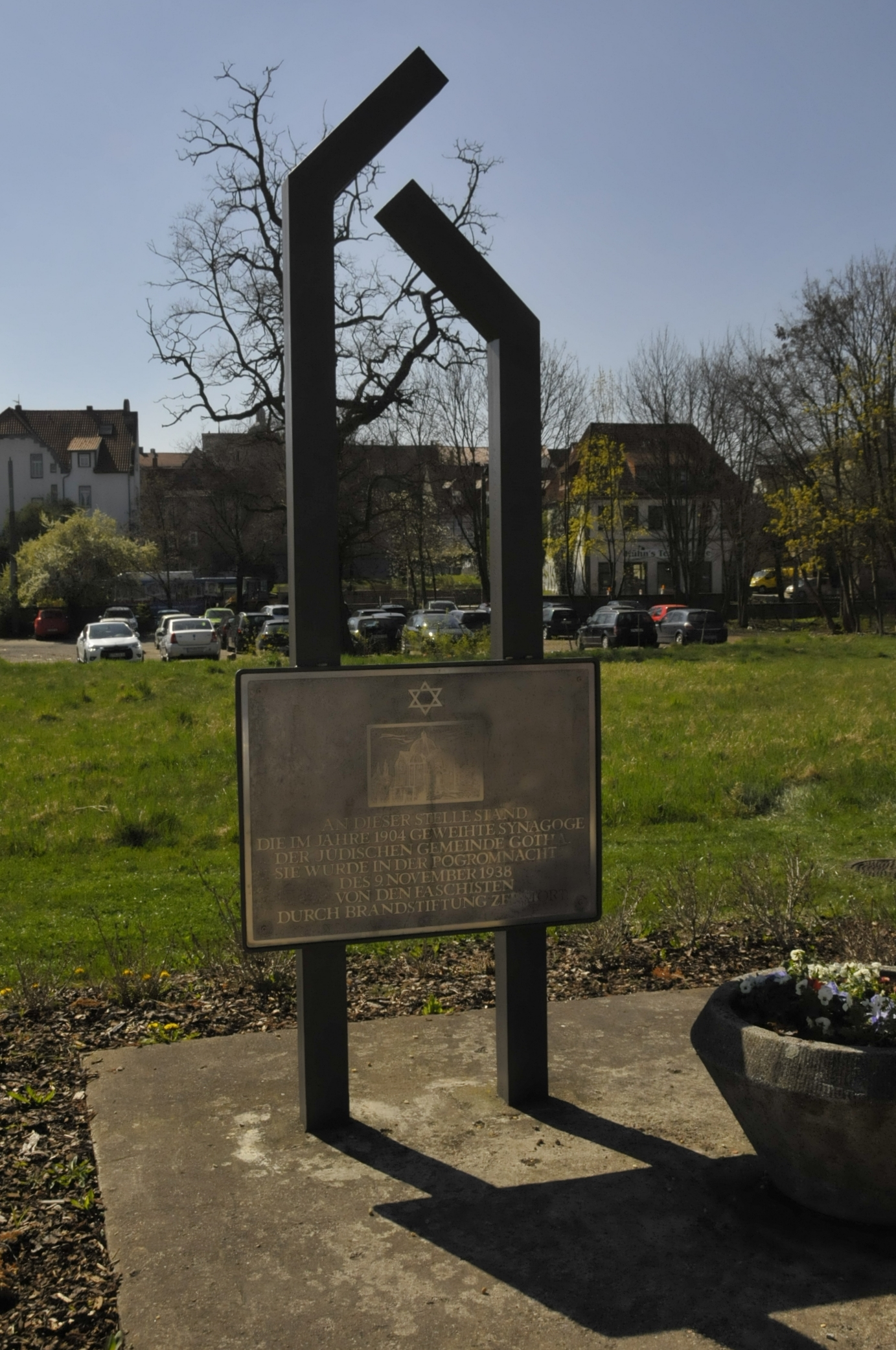
Denkmal für die ehemalige Synagoge

Der Abschnitt der Lenaustraße zwischen der Moßlerstraße und der Gartenstraße, an dem die Synagoge stand, wurde von der Stadt Gotha 1991 in An der Synagoge umbenannt.

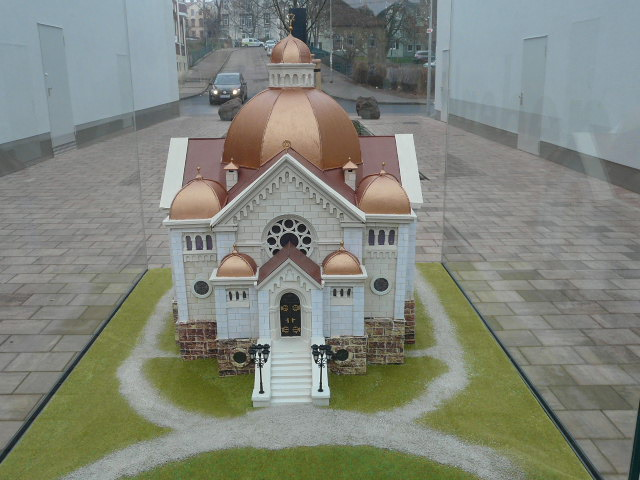
Modell der 1938 zerstörten Gothaer Synagoge am damaligen Standort

Im November 2020 wurde am ehemaligen Standort der Gothaer Synagoge das Shopping-Center „Altstadtforum“ eröffnet – einschließlich des Denkmals von 1988 an veränderter Position und nun umrahmt mit einem übermannsgroßen Davidstern aus schwarz lackiertem Blech. Das neu gestaltete Denkmal befindet sich in einem Durchgangsbereich für Fußgänger und Radfahrer zwischen zwei Gebäudeteilen des Einkaufszentrums. Zusätzlich wurden an dieser Stelle zwei Schautafeln mit historischen Fotos sowie zentral ein Architekturmodell der Synagoge, gefertigt von Thomas Strauß, aufgestellt.

### Fassadenprojektion und digitales Denkmal
Im Themenjahr Neun Jahrhunderte jüdisches Leben in Thüringen (2021) entwickelte die Stiftung Schloss Friedenstein Gotha in Kooperation mit Genius Loci Weimar das partizipative und ästhetische Erinnerungsprojekt „Die Gothaer Synagoge lebt“ in Form einer Fassadenprojektion als urbane Intervention im öffentlichen Raum. Die Medienkunst-Aktion fand in den Abendstunden vom 27. bis 31. Oktober 2021 am Ort der Zerstörung statt und wurde dabei mehrfach antisemitisch gestört. Seit dem 9. November 2021 ist die raumgreifende Video-Sound-Installation als 360°-Aufnahme „digitales Denkmal“ geworden und versteht sich als „notwendige Ergänzung“ des Gedenkortes im Sinne einer nicht ritualisierten Erinnerungskultur.